# Kowalik wspaniały
Kowalik wspaniały (Sitta formosa) – gatunek małego ptaka z rodziny kowalików (Sittidae). Występuje miejscowo w południowo-wschodniej Azji. Narażony na wyginięcie.

## Taksonomia
Po raz pierwszy gatunek opisał angielski zoolog i farmaceuta, Edward Blyth. Opis ukazał się w 1843 na łamach The journal of the Asiatic Society of Bengal. Blyth przydzielił nowemu gatunkowi nazwę Sitta formosa, która jest obecnie (2020) akceptowana przez Międzynarodowy Komitet Ornitologiczny. Holotyp pochodził z miasta Dardżyling w Indiach. Pokrewieństwo kowalika wspaniałego w stosunku do innych kowalików jest niejasne. Niektórzy autorzy wydzielają go do rodzaju Callisitta. Lśniące, niebieskie elementy upierzenia wskazywałyby pokrewieństwo z kowalikiem krasnodziobym (S. frontalis) oraz okularowym (S. azurea), jednak kowalik wspaniały występuje po wschodniej stronie Himalajów i ma unikatowy wzór na upierzeniu. S. formosa jest gatunkiem monotypowym.

## Morfologia
Długość ciała wynosi około 16,5 cm. Wymiary szczegółowe: długość skrzydła u samca 98–109 mm, u samicy – 97–100 mm, długość ogona u samca 48–60 mm, u samicy – 52–56 mm, długość dzioba – 20–24,9 mm, skoku – 19–22 mm. Brak informacji o masie ciała. Wierzch ciała od czoła po grzbiet porastają pióra czarne. Pióra na czole mają delikatne, białe końcówki. Na wierzchu głowy, karku i w górnej części grzbietu końcówki piór mają kolor liliowobiały, fiołkowo-niebieski lub chabrowy; łączą się ze sobą i formują barwne pasy. Barkówki, niższa część grzbietu, kuper i pokrywy nadogonowe mają kolor niebieski (według autora w odcieniu nieba). Najdłuższe spośród pokryw nadogonowych niekiedy są zwieńczone białymi końcówkami. Środkowa para sterówek niebieska, miejscami z szarym odcieniem. Sterówki z par od 2. do 6. czarne, zakończone na szaroniebiesko i obrzeżone w kolorze kwiatów lnu. Sterówki par od 4. do 6. przed końcem mają białą plamkę. Pokrywy skrzydłowe mniejsze niebieskie (według autora w kolorze kwiatu lnu). Pokrywy skrzydłowe średnie czarne, u nasady bardziej szare, a obrzeżone na biało (na chorągiewkach zewnętrznych te obrzeżenia mają niebieski odcień). Pokrywy skrzydłowe większe czarne, u nasady niebieskie, zakończone biało. Skrzydełko czarne. Pokrywy lotek I rzędu czarne z fiołkowo-niebieskimi krawędziami. Same lotki I i II rzędu są czarne; lotki III rzędu wyróżniają szerokie, matowoniebieskie krawędzie, na dwóch najbardziej wewnętrznych białe. Na lotkach I rzędu, a dokładniej bliższej nasady połowie chorągiewki zewnętrznej, można dostrzec fiołkowo-niebieskie krawędzie. Kantarek i brew brudnobiałe, występuje zmienna ilość czarnych pasków i pomarańczowo-cynamonowego odcieniu. Za okiem przebiega nieregularny, ciemny pas. Broda, gardło i pokrywy uszne brudnobiałe, boki szyi i pozostała część spodu ciała pomarańczowo-cynamonowa; najintensywniej ten kolor widać na bokach oraz w okolicach kloaki, za to na pokrywach podogonowych jest jaśniejszy i bardziej płowy. Nogawice smoliście brązowe. Pokrywy podskrzydłowe czarne, przez spodnią część lotek I rzędu przebiega skośny biały pas.
Tęczówka czerwonobrązowa po ciemnobrązową, dziób czarny (żuchwa u nasady biaława), nogi i stopy żółtobrązowe, oliwkowobrązowe lub zielonawe.

## Zasięg występowania
Kowalik wspaniały występuje w południowo-wschodniej Azji. W Indiach można go napotkać w północno-wschodnim Bengalu Zachodnim, Arunachal Pradesh oraz Asam. W Bhutanie występuje w południowo-zachodniej, centralnej i wschodniej części kraju. W Mjanmie wykazany z północnych, wschodnich i zachodnich okolic państwa – ze stanu Kaczin, okolic góry Saramati, Gór Arakańskich oraz działu wodnego rzek Saluin i Mekong. W Chinach znany jedynie z południowej części Huanglianshan Nature Reserve w południowym Junnanie. W Tajlandii występuje w Parku Narodowym Doi Phu Kha (w Prowincji Nan). W Laosie spotykany w północnej i wschodnio-centralnej części kraju (w Górach Annamski). W północnym Wietnamie występuje w północnym Toninie.

## Ekologia
Środowiskiem życia kowalików wspaniałych są wiecznie zielone lasy i lasy mieszane. W północnej Birmie stwierdzony również na terenach otwartych z porozrzucanymi drzewami. W północno-wschodnich Indiach porze letniej ma występować na wysokości 1500–2100 m n.p.m., prawdopodobnie do 2400 m n.p.m. W Birmie był stwierdzany na wysokości 975–1830 m n.p.m. Zwyczaje słabo poznane. Kowalik wspaniały był obserwowany samotnie, w parach lub grupach 4–5 ptaków, często z innymi gatunkami. Zwykle żeruje wysoko w koronach drzew między mchami, porostami, storczykowatymi i innymi epifitami. Rusza się podobnie do innych kowalików, jednak wolniej.

### Lęgi

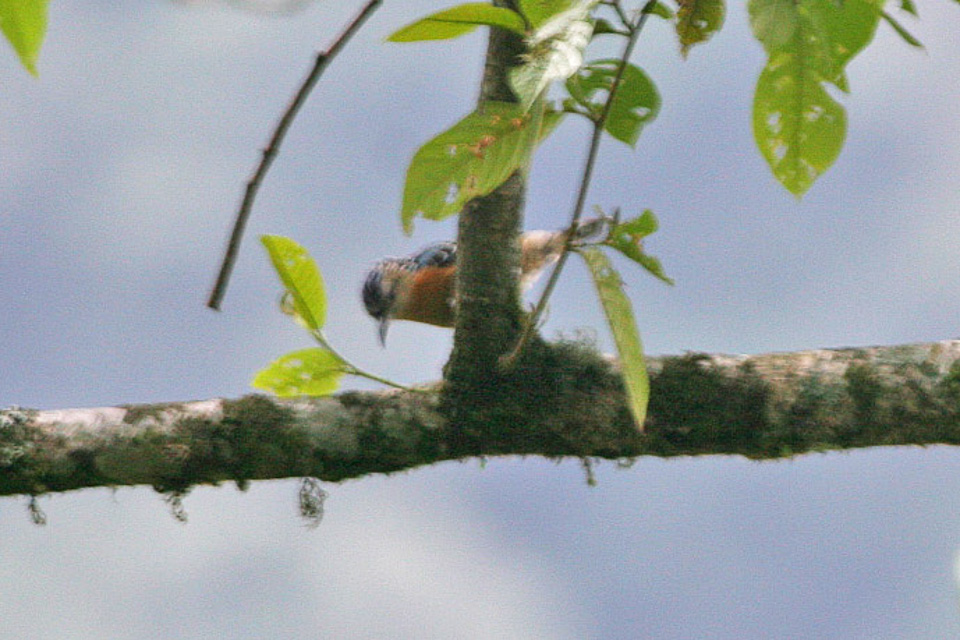
Osobnik sfotografowany w Bhutanie

Rozród słabo poznany. W północno-wschodnich Indiach okres lęgowy przypada na kwiecień i maj. Gniazdo umieszczone jest w dziupli drzewa 2–8 m nad ziemią, stwierdzane było w dębach oraz rododendronach, zarówno żywych jak i martwych. Zbudowane jest z liści i kory, a wyściełane futrem, na przykład bambusowców. Zniesienie liczy 4–6 jaj o skorupce białej w czerwone plamki. Znane wymiary to 20,8 na 15,3 mm.

## Status i zagrożenia
IUCN uznaje kowalika wspaniałego za gatunek narażony na wyginięcie (VU, Vulnerable) nieprzerwanie od 1994 (stan w 2020). Liczebność populacji, według szacunków, mieści się w przedziale 2500–9999 dorosłych osobników, a jej trend uznawany jest za spadkowy. Zagrożeniem dla gatunku jest wycinka lasów lub ich fragmentów pod uprawy, w Wietnamie i Laosie także celem pozyskania drewna (zwłaszcza Fokienia hodginsii); do tego nadmierny wypas i pożary. BirdLife International wymienia 38 ostoi ptaków IBA, w których występuje kowalik wspaniały. Są to także obszary chronione. Z bhutańskich ostoi wymienia 3 parki narodowe: Dżigme Senge Wangczʽuk, Gjepo Manas i Tʽrumsingla. Z indyjskich ostoi wymienia m.in. parki narodowe Neora Valley i Singalila